# Никола Катранов
Николай Димитров Катра̀нов е български книжовник.

## Биография
Роден е през 1829 г. в Свищов. Първороден син на Димитър Катранов - чорбаджи Митю и Пауница Илия Цанкова. Учи в родния си град при Христаки Павлович (негов свако). През 1848 г. става стипендиант на Иван Денкоглу в Историко-филологическия факултет в Москва. Заболява от туберкулоза и през 1853 г. заминава на лечение в Москва, Виена и накрая във Венеция с помощта на Иван Денкоглу. Във Венеция, по време на разходка с гондола, силно се простудява, което означавало край при наличието на туберкулозното заболяване. Умира на 5 май 1853 г. Опелото е извършено в източноправославната гръцка църква "Св. Георги" във Венеция и е погребан в гробището на о. Сан Кристофоро.
Използван е за прототип на Инсаров – главен герой в романа „В навечерието“ от Иван Тургенев.
Автор е на лирични стихотворения и преводи на произведения от Джордж Байрон и Йохан Волфганг фон Гьоте. Сбирка от хайдушки народни песни е публикувана през 1855 г. в сборника „Български песни от сборниците на Ю. А. Венелин, Н. Д. Катранов и други българи“.
| „                | Само с помощта на просветата и културата е възможно да се спаси нашия народ от страдания и робство. | “ |
| Николай Катранов | |   |

## Памет
На негово име (на 1 септември 1964 г.) е кръстено ново основно училище в Свищов, днес СУ "Николай Катранов".